# 内船

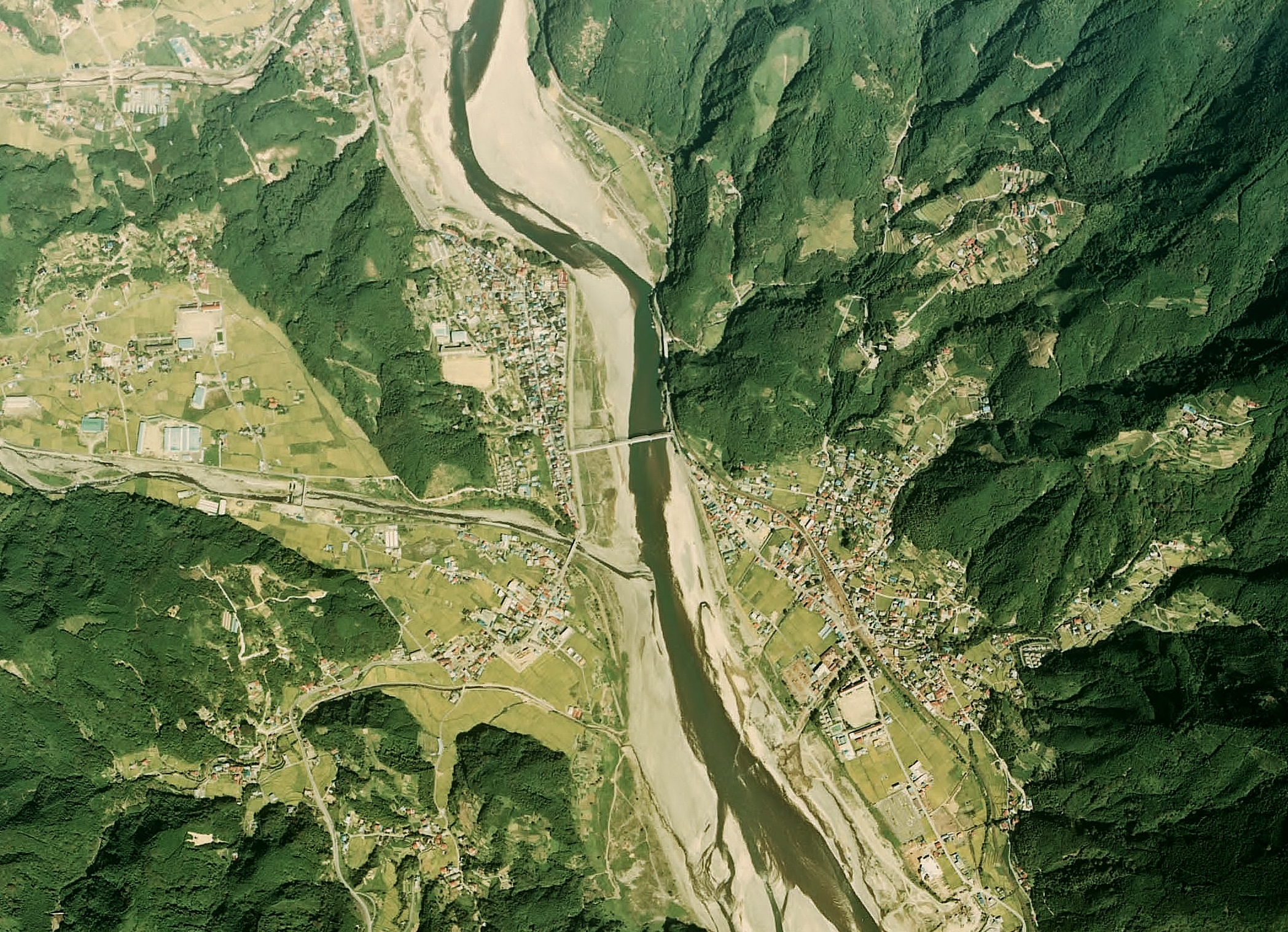
南部町中心部付近の空中写真。
画像中央の南部橋の右下（南東側）一帯が内船地区。橋の左側（西側）が南部地区。1976年撮影。
。

内船（うつぶな）は、山梨県南巨摩郡南部町の地名である。郵便番号は409-2305。

## 地理
富士川の中流東岸に位置し、北は身延町との町境である大島峠や三石山、東から南は佐野峠、思親山、相の山、八木沢峠など静岡県富士宮市と隔てる天子山地がある。そこからと戸樋之沢川、谷津川、梅の木川、中村川、島尻川が富士川に向けて流れ、それによって三角州が形成されている。
地内は「上組」「中組」「下組」の3地区に分かれており、「上組」は「阿曽」「小内船」「富岡」「一の出」「谷津」「中田」「宇上」の7組、「中組」は「倉が平」「居里」「中村」の3組、「下組」は「島尻」「寄畑」「徳間」「八木沢」の4組に分かれている。
駅前には小規模な商店街が広がっている。背後には天子山地があり、手軽なトレッキングコースが多く設定されている。

## 歴史
平安時代末期に石清水八幡宮から八幡神（誉田別命）を勧請し、当地に「八幡神社」を建立したのが始まりである。
内船の名前は1278年（建治4年）に四条頼基が鎌倉の北条光時から所領を加増された時「甲州内船（こうしゅううちふね）」との記述があり、この時には既に「内船」の地名がつけられている。四条頼基は山の中腹に内船寺を建立し、付近に鉱泉を発見して湯治場を設けた（現在「内船温泉」（うつぶなおんせん）として2件の温泉宿がある）。名前の由来は他にも諸説あり、山梨日日新聞が発行した『山日百科事典』では周辺にヒノキが多く造船に向いており、富士川通船(富士川水運と呼ばれる前)時代の造船所が当地にあったことから「打船」（うつふね）の名前がついたとされている。一方、吉田英樹著『日本地名辞典』によると低地の意味である「内」と山尾根の意味である「畝」を合わせて「内畝」（うちうね）から来たと記しており、『角川日本地名大辞典』では富士川水運では富士川水運の中継地であったことからこの名前がついたと記されている。享保7年(1722年)宇夫方平太夫が南部氏館を訪れた際「富士川を隔てた東方にうちふね山といふものあり、その辺御家老屋敷跡之由にて有之候由」と江戸時代中期までは「うちふね」の名前であったが、江戸時代後期に成立した『甲斐国志』には「うつぶな」と振り仮名が振られていることからこの時に現在の名前になったと推測される。
江戸時代は駿州往還の脇往還である東河内路の宿場が設けられ、対岸の南部宿とは渡し船で往来することが可能であった。1918年（大正7年）に身延線が内船地区まで伸びて内船駅が開業すると対岸からの利用者もあり、南部に代わり交通の要所となった。
江戸時代に身延山へ参拝をした江戸の旅芸人が当地へ立ち寄った際住民に歌舞伎を伝授し、現在も内船歌舞伎として継承されている。
1889年（明治22年）の町村制執行により「西八代郡栄村内船」となり、1955年（昭和30年）に対岸の睦合村と合併の際西八代郡から南巨摩郡に所属替えして「南巨摩郡南部町内船」となり現在に至る。

## 交通

### 鉄道
- 東海旅客鉄道
  - 身延線
    - 内船駅－寄畑駅

内船駅は特急「ふじかわ」が停車する。
- 南部町営バス
  - 対岸の南部地区や旧富沢町域からバスが数本設定されている。

## 施設

### 寺院・神社
- 内船寺－甲斐百八霊場の一つ。
- 八幡神社－2つあり、上述の神社は身延線沿線にある。
- 八津御嶽神社－新宗教「宝生教」の本宮。

### 公共
- 南部町役場南部支所－2003年の合併前は「南部町役場」があった。現在は多目的ホールとなっている。
  - 旧南部町役場に隣接する形で1980年に総合会館が竣工したが、老朽化のため2022年に解体された。
- 南部町立栄小学校
- 南部自動車教習所
- 山梨みらい農業協同組合南本部
- 内船郵便局
- 南部アルカディア温泉